# 白莲河水库
白莲河水库位于中国湖北省黄冈市罗田县、英山县、浠水县三县交界处，坝址位于浠水县白莲镇和罗田县白莲河乡交界处，是一座以灌溉、发电为主，兼顾防洪、养鱼、航运、综合利用的多功能水库。白莲河水库属多年调节水库，防洪能力可达2000年一遇标准。灌溉工程有东、西两大干渠，全长243.6公里。
在大坝北部的罗田县白莲河乡建有白莲河抽水蓄能电站，总装机1200MW，是华中地区最大的抽水蓄能电站。
近年来库区水体富营养化程度不断加剧，凤眼莲不断繁殖，曾占据水域总面积的60%。